# 喜多山站 (愛媛縣)
喜多山站（日语：／ Kitayama eki */?）是位於日本愛媛縣大洲市新谷，隸屬於四國旅客鐵道（JR四國）的鐵路車站。車站編號為U12。
本站最初為第一代內子線的中途站，列車由主線上的五郎站轉入支線到達，再通往舊內子站，後來因應予讚線高速化而興建短程連絡線，本站改為與伊予大洲站連結，1986年短程連絡線完工。雖然本站在JR正式定義上屬於內子線，但不論在列車系統及車站編號上，早已視作予讚線的一部份，習慣上稱為「山線」、「內山線」或「新線」。

## 車站結構
本站原為木製站房，但因使用人數不多，亦為了節省維修費用及配合新線的興建工程，便將原有站房拆除，改為簡易車站模式。只在月台上設有開放式有蓋候車亭一座及座椅，自動售票機及洗手間等一律欠奉。JR四國接手後，亦進行
過改善工程，並加設無障礙斜道。
在無障礙斜道入口前仍殘留舊站房入口的階級。
最初開業時設有島式月台1個及側式月台各1個，共提供2面3線的配置，可作列車交換之用，但有效長度十分短，只能停靠1輛。後來新線興建時只保留原有靠近站房的側式月台和路軌，並加長有效長度至3輛，及後再向五十崎站方向加長多1輛，令現時的總有效長度為4輛。列車停靠時往內子方向為左側開門；往伊予大洲方向為右側開門。

### 月台配置
| 路線    | 方向 | 目的地                       | 備註 |
| ------- | ---- | ---------------------------- | ---- |
| ■予讚線 | 下行 | 伊予大洲、八幡濱、宇和島方向 |      |
| ■予讚線 | 上行 | 伊予市、松山方向             |      |

## 歷史
- 1920年5月1日：車站啟用。
- 1933年10月1日：愛媛鐵道國有化[3]。
- 1986年3月3日：內子線與予讚新線連接。
- 1987年4月1日：日本國鐵分割民營化，車站的營運由JR四國繼承。

## 相鄰車站
四國旅客鐵道（JR四國）
■內子線
五十崎（U11）－喜多山（U12）－新谷（U13）